# Bolitoglossa kaqchikelorum
Bolitoglossa kaqchikelorum es una especie de salamandra de la familia Plethodontidae.
Es endémica del centro-sur de Guatemala.